# Eumastax becharai
Eumastax becharai är en insektsart som beskrevs av Marius Descamps 1976. Eumastax becharai ingår i släktet Eumastax och familjen Eumastacidae.

## Underarter
Arten delas in i följande underarter:
- E. b. annulifemur
- E. b. becharai